# Wereldkampioenschap superbike van Spielberg 1997
Het wereldkampioenschap superbike van Spielberg 1997 was de achtste ronde van het wereldkampioenschap superbike en de zesde ronde van de wereldserie Supersport 1997. De races werden verreden op 17 augustus 1997 op de A1 Ring nabij Spielberg, Oostenrijk.

## Superbike
Coureurs die deelnamen aan het Europees kampioenschap superbike en coureurs die deelnamen met motorfietsen die aan andere technische reglementen voldeden, kwamen niet in aanmerking om punten te scoren in het wereldkampioenschap.

### Race 1
| Pos | Nr | Rijder               | Constructeur | Rondes | Tijd                | Grid | Punten |
| --- | -- | -------------------- | ------------ | ------ | ------------------- | ---- | ------ |
| 1   | 4  | Carl Fogarty         | Ducati       | 25     | 38:11.804           | 4    | 25     |
| 2   | 8  | Akira Yanagawa       | Kawasaki     | 25     | +0.297              | 2    | 20     |
| 3   | 2  | Aaron Slight         | Honda        | 25     | +0.615              | 5    | 16     |
| 4   | 7  | Pierfrancesco Chili  | Ducati       | 25     | +1.090              | 1    | 13     |
| 5   | 3  | John Kocinski        | Honda        | 25     | +1.481              | 3    | 11     |
| 6   | 6  | Simon Crafar         | Kawasaki     | 25     | +3.136              | 6    | 10     |
| 7   | 22 | Scott Russell        | Yamaha       | 25     | +15.946             | 8    | 9      |
| 8   | 9  | Neil Hodgson         | Ducati       | 25     | +27.498             | 9    | 8      |
| 9   | 15 | Piergiorgio Bontempi | Kawasaki     | 25     | +33.156             | 7    | 7      |
| 10  | 12 | James Whitham        | Suzuki       | 25     | +34.715             | 10   | 6      |
| 11  | 11 | Mike Hale            | Suzuki       | 25     | +43.680             | 13   | 5      |
| 12  | 42 | Chris Walker         | Yamaha       | 25     | +47.808             | 14   | 4      |
| 13  | 64 | Udo Mark             | Suzuki       | 25     | +0:52.162           | 16   |        |
| 14  | 21 | Jochen Schmid        | Kawasaki     | 25     | +1:12.515           | 15   | 3      |
| 15  | 13 | Andreas Meklau       | Ducati       | 25     | +1:16.288           | 11   | 2      |
| 16  | 17 | Pere Riba            | Honda        | 25     | +1:34.770           | 18   | 1      |
| 17  | 31 | Igor Jerman          | Kawasaki     | 24     | +1 ronde            | 21   |        |
| 18  | 54 | Anton Gruschka       | Yamaha       | 24     | +1 ronde            | 19   |        |
| 19  | 52 | Giorgio Cantalupo    | Ducati       | 24     | +1 ronde            | 24   |        |
| 20  | 55 | Gerhard Esterer      | Kawasaki     | 24     | +1 ronde            | 22   |        |
| 21  | 58 | Ondřej Lelek         | Honda        | 23     | +2 ronden           | 28   |        |
| 22  | 37 | Ossi Niederkircher   | Suzuki       | 23     | +2 ronden           | 30   |        |
| 23  | 62 | Anton Rechberger     | Yamaha       | 23     | +2 ronden           | 31   |        |
| 24  | 57 | Ali Guettouche       | Kawasaki     | 23     | +2 ronden           | 29   |        |
| 25  | 61 | Jiří Mrkývka         | Honda        | 22     | +3 ronden           | 27   |        |
| NC  | 39 | Johann Wolfsteiner   | Kawasaki     | 14     | +11 ronden          | 25   |        |
| DNF | 35 | Gregorio Lavilla     | Ducati       | 16     | Uitgevallen         | 12   |        |
| DNF | 72 | Redamo Assirelli     | Yamaha       | 14     | Uitgevallen         | 20   |        |
| DNF | 14 | James Haydon         | Ducati       | 10     | Uitgevallen         | 17   |        |
| DNF | 36 | Christian Häusle     | Ducati       | 0      | Uitgevallen         | 23   |        |
| DNF | 43 | Hannes Bichler       | Ducati       | 0      | Uitgevallen         | 32   |        |
| DNS | 38 | Hermann Schmid       | Ducati       | 0      | Niet gestart        | 25   |        |
| DNQ | 53 | Paolo Malvini        | Ducati       | 0      | Niet gekwalificeerd |      |        |
| DNQ | 60 | Carl Obexer          | Honda        | 0      | Niet gekwalificeerd |      |        |
| DNQ | 63 | Ernst Grandegger     | Suzuki       | 0      | Niet gekwalificeerd |      |        |

### Race 2
| Pos | Nr | Rijder               | Constructeur | Rondes | Tijd                | Grid | Punten |
| --- | -- | -------------------- | ------------ | ------ | ------------------- | ---- | ------ |
| 1   | 8  | Akira Yanagawa       | Kawasaki     | 25     | 38:18.104           | 2    | 25     |
| 2   | 2  | Aaron Slight         | Honda        | 25     | +0.121              | 5    | 20     |
| 3   | 3  | John Kocinski        | Honda        | 25     | +7.264              | 3    | 16     |
| 4   | 22 | Scott Russell        | Yamaha       | 25     | +19.459             | 8    | 13     |
| 5   | 15 | Piergiorgio Bontempi | Kawasaki     | 25     | +19.645             | 7    | 11     |
| 6   | 12 | James Whitham        | Suzuki       | 25     | +31.052             | 10   | 10     |
| 7   | 11 | Mike Hale            | Suzuki       | 25     | +31.445             | 13   | 9      |
| 8   | 13 | Andreas Meklau       | Ducati       | 25     | +32.607             | 11   | 8      |
| 9   | 64 | Udo Mark             | Suzuki       | 25     | +44.134             | 16   |        |
| 10  | 42 | Chris Walker         | Yamaha       | 25     | +1:01.325           | 14   | 7      |
| 11  | 21 | Jochen Schmid        | Kawasaki     | 25     | +1:05.647           | 15   | 6      |
| 12  | 17 | Pere Riba            | Honda        | 25     | +1:15.609           | 18   | 5      |
| 13  | 31 | Igor Jerman          | Kawasaki     | 25     | +1:16.491           | 21   | 4      |
| 14  | 54 | Anton Gruschka       | Yamaha       | 24     | +1 ronde            | 19   |        |
| 15  | 55 | Gerhard Esterer      | Kawasaki     | 24     | +1 ronde            | 22   |        |
| 16  | 36 | Christian Häusle     | Ducati       | 24     | +1 ronde            | 23   | 3      |
| 17  | 52 | Giorgio Cantalupo    | Ducati       | 23     | +2 ronden           | 24   |        |
| 18  | 61 | Jiří Mrkývka         | Honda        | 23     | +2 ronden           | 27   |        |
| 19  | 39 | Johann Wolfsteiner   | Kawasaki     | 23     | +2 ronden           | 25   | 2      |
| 20  | 57 | Ali Guettouche       | Kawasaki     | 23     | +2 ronden           | 29   |        |
| 21  | 58 | Ondřej Lelek         | Honda        | 23     | +2 ronden           | 28   |        |
| 22  | 37 | Ossi Niederkircher   | Suzuki       | 23     | +2 ronden           | 30   | 1      |
| 23  | 62 | Anton Rechberger     | Yamaha       | 23     | +2 ronden           | 31   |        |
| DNF | 4  | Carl Fogarty         | Ducati       | 18     | Uitgevallen         | 4    |        |
| DNF | 14 | James Haydon         | Ducati       | 18     | Uitgevallen         | 17   |        |
| DNF | 6  | Simon Crafar         | Kawasaki     | 7      | Uitgevallen         | 6    |        |
| DNF | 7  | Pierfrancesco Chili  | Ducati       | 7      | Uitgevallen         | 1    |        |
| DNF | 43 | Hannes Bichler       | Ducati       | 6      | Uitgevallen         | 32   |        |
| DNF | 72 | Redamo Assirelli     | Yamaha       | 6      | Uitgevallen         | 20   |        |
| DNF | 35 | Gregorio Lavilla     | Ducati       | 3      | Uitgevallen         | 12   |        |
| DNF | 9  | Neil Hodgson         | Ducati       | 1      | Uitgevallen         | 9    |        |
| DNS | 38 | Hermann Schmid       | Ducati       | 0      | Niet gestart        | 25   |        |
| DNQ | 53 | Paolo Malvini        | Ducati       | 0      | Niet gekwalificeerd |      |        |
| DNQ | 60 | Carl Obexer          | Honda        | 0      | Niet gekwalificeerd |      |        |
| DNQ | 63 | Ernst Grandegger     | Suzuki       | 0      | Niet gekwalificeerd |      |        |

## Supersport
| Pos | Nr | Rijder               | Constructeur | Rondes | Tijd         | Grid | Punten |
| --- | -- | -------------------- | ------------ | ------ | ------------ | ---- | ------ |
| 1   | 6  | Vittoriano Guareschi | Yamaha       | 23     | 37:32.925    | 1    | 25     |
| 2   | 1  | Fabrizio Pirovano    | Ducati       | 23     | +3.322       | 2    | 20     |
| 3   | 60 | Eric Mahé            | Yamaha       | 23     | +5.290       | 4    | 16     |
| 4   | 34 | Yves Briguet         | Suzuki       | 23     | +6.485       | 16   | 13     |
| 5   | 38 | Mario Innamorati     | Ducati       | 23     | +6.665       | 13   | 11     |
| 6   | 24 | Stéphane Chambon     | Ducati       | 23     | +9.288       | 6    | 10     |
| 7   | 30 | Wilco Zeelenberg     | Yamaha       | 23     | +18.613      | 8    | 9      |
| 8   | 35 | Giovanni Bussei      | Suzuki       | 23     | +26.103      | 5    | 8      |
| 9   | 90 | Bernhard Schick      | Ducati       | 23     | +26.153      | 15   | 7      |
| 10  | 31 | Marco Risitano       | Kawasaki     | 23     | +26.863      | 7    | 6      |
| 11  | 32 | Marc Garcia          | Honda        | 23     | +27.719      | 20   | 5      |
| 12  | 7  | Thomas Körner        | Ducati       | 23     | +27.945      | 14   | 4      |
| 13  | 41 | Michaël Paquay       | Honda        | 23     | +35.818      | 12   | 3      |
| 14  | 13 | Jeffry de Vries      | Yamaha       | 23     | +37.551      | 22   | 2      |
| 15  | 27 | Rubén Xaus           | Honda        | 23     | +39.622      | 24   | 1      |
| 16  | 11 | Peter Koller         | Kawasaki     | 23     | +42.261      | 18   |        |
| 17  | 14 | Fred Bayens          | Honda        | 23     | +42.346      | 19   |        |
| 18  | 18 | David Rouge          | Honda        | 23     | +42.450      | 30   |        |
| 19  | 46 | Camillio Mariottini  | Honda        | 23     | +1:05.384    | 29   |        |
| 20  | 63 | Francisco Riquelme   | Ducati       | 23     | +1:05.453    | 33   |        |
| 21  | 39 | Thomas Hinterreiter  | Kawasaki     | 23     | +1:12.415    | 25   |        |
| 22  | 9  | Rudi Markink         | Yamaha       | 23     | +1:17.432    | 34   |        |
| 23  | 43 | Klaus Grammer        | Suzuki       | 22     | +1 ronde     | 31   |        |
| DNF | 22 | Bernard Garcia       | Honda        | 17     | Uitgevallen  | 26   |        |
| DNF | 37 | Bruno Cirafici       | Bimota       | 16     | Uitgevallen  | 11   |        |
| DNF | 2  | Massimo Meregalli    | Yamaha       | 9      | Uitgevallen  | 3    |        |
| DNF | 25 | Serafino Foti        | Bimota       | 8      | Uitgevallen  | 17   |        |
| DNF | 26 | Paolo Casoli         | Ducati       | 7      | Uitgevallen  | 10   |        |
| DNF | 51 | Jean-Pierre Jeandat  | Ducati       | 7      | Uitgevallen  | 23   |        |
| DNF | 3  | Mauro Lucchiari      | Ducati       | 6      | Uitgevallen  | 28   |        |
| DNF | 17 | Stéphane Mertens     | Suzuki       | 5      | Uitgevallen  | 9    |        |
| DNF | 10 | Wim Theunissen       | Kawasaki     | 1      | Uitgevallen  | 32   |        |
| DNF | 15 | Robert Ulm           | Honda        | 0      | Uitgevallen  | 21   |        |
| DNS | 36 | Christophe Cogan     | Ducati       | 0      | Niet gestart | 27   |        |

## Tussenstanden na wedstrijd

### Superbike
| Pos | Nr | Rijder              | Team   | Punten |
| --- | -- | ------------------- | ------ | ------ |
| 1   | 3  | John Kocinski       | Honda  | 276    |
| 2   | 4  | Carl Fogarty        | Ducati | 267    |
| 3   | 2  | Aaron Slight        | Honda  | 224    |
| 4   | 22 | Scott Russell       | Yamaha | 172    |
| 5   | 7  | Pierfrancesco Chili | Ducati | 147    |

### Supersport
| Pos | Nr | Rijder            | Team   | Punten |
| --- | -- | ----------------- | ------ | ------ |
| 1   | 24 | Stéphane Chambon  | Ducati | 70     |
| 2   | 26 | Paolo Casoli      | Ducati | 65     |
| 3   | 17 | Stéphane Mertens  | Suzuki | 63     |
| 4   | 1  | Fabrizio Pirovano | Ducati | 60     |
| 5   | 34 | Yves Briguet      | Suzuki | 60     |

1988 · 1989 · 1990 · 1991 · 1992 · 1993 · 1994 · 1997 · 1998 · 1999